# 국립중앙의료원
국립중앙의료원(國立中央醫療院, National Medical Center)은 대한민국 서울특별시 중구 을지로에 위치한 특수법인이다. 1958년 노르웨이, 스웨덴, 덴마크  스칸디나비아 3국의 의료진과 의료 장비 지원으로 설립되었다. 보건복지부 산하 기타공공기관 및 중앙응급의료센터로 지정되어 있다.

## 설립 근거
- 국립중앙의료원의 설립 및 운영에 관한 법률

## 기관 연혁
- 1958년 11월 노르웨이, 스웨덴, 덴마크(스칸디나비아 3국) 지원으로 개원
- 1959년 7월 간호학교 설치('79. 1. 1 간호전문대학으로 승격)
- 1968년 10월 정부에서 운영권 인수, 국립의료원특별회계 설치
- 2000년 1월 책임운영기관 지정
- 2001년 11월 중앙응급의료센터 개소
- 2007년 2월 국립의료원 간호대학 폐지
- 2009년 4월 국립중앙의료원의 설립 및 운영에 관한 법률 공포
- 2010년 4월 2일 특수법인 국립중앙의료원 출범[2]

## 의료부
- 일반외과
- 신경외과
- 흉부외과
- 정형외과
- 성형외과
- 산부인과
- 이비인후과
- 비뇨기과
- 안과
- 치과
- 일반내과
- 신경과
- 정신과
- 흉부내과
- 소아과
- 응급의학과
- 재활의학과
- 가정의학과
- 진단방사선과
- 치료방사선과
- 해부병리과
- 임상병리과
- 마취과
- 약제과
- 간호과
- 한방진료부(한방과·침구과)

## 미디어
- KBS 《다큐멘터리 3일》 (717회, 2019.03.03)